# حلة حمد
حي حلة حمد هو حي سوداني يقع في ولاية الخرطوم مدينة الخرطوم بحري  تعتبر حلة حمد من أقدم الأحياء بمدينة الخرطوم بحري. يحدها شرقاً شارع السيد علي وغرباً نهر النيل الخالد شمالاً حلة خوجلي. يعود أصل التسمية للشيخ حمد ود أم مريوم الذي انشاءها. وتعتبر حلة حمد رائده في مجال الحركة الكشفية فكونت أول فرقة للكشافة بمدينة بحري.

## تاريخ الحي
ويعود تاريخه إلي عام 1692م عندما أنتقل الشيخ حمد ود أم مريوم من جزيرة توتي إلي الجزء الجنوبي الغربي من شرق النيل والمواجه للجزيرة. أسس الحي وشيد المسجد والخلوة واطلق عليه اسم حلة حمد قبل قرن.

## المناخ
تتراوح درجات الحرارة ما بين 25 درجة مئوية إلي 40 درجة مئوية في فصل الصيف في الفترة من شهر أبريل / آب وحتي شهريونيو / حزيران وما بين 20 درجة مئوية إلي 30 درجة مئوية في الفترة من شهر يوليو / تموز وحتى شهر أكتوبر / تشرين الأول، وما بين 15 درجة مئوية  إلي 20 درجة مئوية في فصل الشتاء في الفترة ما بين شهر نوفمبر / تشرين الثاني وحتي شهر مارس / آذار.

## التعليم
نجد ان التعليم في السودان في تطور مستمر ومناهج التعليم السودانية كذلك تتطور حسب الحقب التاريخية فالتعليم ما قبل التركية وعهد التركية و المهدية و الحكم الثنائى و الاستقلال في الفترة من 56-2004 م   , وهنالك كثير من الايجابيات والسلبيات التي صاحبت تطور المناهج في مراحل التعليم المختلفة.وتطور التعليم يسهل مطابقة المنهج للثورة التعليمية التي حدثت في السودان خلال الحقب الناتجة المتمثلة في التقدم التكنلوجى ووسائل الاتصال و التقنية الحديثة ومدى مطابقتها لمتطلبات أوجه المجتمعات المحلية.   

## أهم معالم الحي
- مسجد الشيخ حمد ود ام مريوم
- قبة الشيخ حمد
- مسجد وضريح السيد علي الميرغني